# Невечера Ірина Олексіївна
Ірина Олексіївна Невечера (нар. 13 травня 1952, місто Васильків Київської області) — українська радянська діячка, бригадир Васильківського заводу холодильників Київської області. Депутат Верховної Ради СРСР 10—11-го скликань.

## Біографія
Народилася в родині робітників. Освіта середня спеціальна.
У 1969—1977 роках — учень маляра, комплектувальниця, учень газозварника, газозварниця Васильківського заводу холодильників Київської області.
З 1977 року — бригадир газозварників Васильківського заводу холодильників міста Васильків Київської області.
Член КПРС з 1981 року.
Потім — на пенсії в місті Василькові Київської області.